# Dotzlar
Dotzlar (mundartlich Dutzela) ist ein Stadtteil von Bad Berleburg im Kreis Siegen-Wittgenstein in Nordrhein-Westfalen.

## Geografie

### Lage
Dotzlar liegt in Luftlinie etwa 3,5 km südsüdöstlich der Stadtmitte von Bad Berleburg, dessen Gebiet im Nordosten des Kreises Siegen-Wittgenstein mitten im Rothaargebirge liegt. Die Grenze im Westen ist gleichzeitig Kreisgrenze zum Kreis Olpe. Im Norden schließt sich der Hochsauerlandkreis an. Die Ostgrenze bildet zugleich die Landesgrenze zum Land Hessen. Die Stadt Bad Laasphe grenzt im Süden und die Gemeinde Erndtebrück im Südwesten an.

### Berge und Täler
Dotzlar liegt auf einer Höhe von 390 bis 600 Metern über NN. Der niedrigste Punkt ist in den Flussniederungen der Eder, an deren rechtes, südwestliches Ufer es mit dem zugehörigen Laubroth grenzt. Die höchsten Erhebungen rund um Dotzlar sind die Dotzlarer Burg (551 m ü. NN), das Feuerloh (593 m ü. NN), der Eisenstein (580 m ü. NN) und der Sassenkopf bei Sassenhausen (606 m ü. NN).

### Nachbarorte
Dotzlar grenzt im Osten an Arfeld. Im Süden verläuft die Grenze dann weiter an Sassenhausen und weiter an Weidenhausen vorbei. Westlich folgen Hemschlar und Raumland. Im Norden schließt sich die Grenze zur Kernstadt Bad Berleburg an.

## Geschichte
Das Dorf Dotzlar zählt zu den ältesten Ansiedlungen im Wittgensteiner Land. Auch die alte Fliehburg, welche noch heute den Namen des Berges Burg trägt, dürfte das hohe Alter des Dorfes beweisen. Urkundlich wird Dotzlar erstmals 1418 erwähnt; es wird aber angenommen, dass die Gründung bereits 500–600 Jahre früher erfolgte.
In der Nacht vom 30. zum 31. März 1944 erfolgte ein Luftangriff der Royal Air Force auf Nürnberg. Beim Anflug stürzte ein Lancaster am Meisbach ab. Die Besatzung starb. 
Seit dem 1. Januar 1975 ist die ehemalige Gemeinde Dotzlar aufgrund der kommunalen Neugliederung ein Stadtteil von Bad Berleburg, einer der flächengrößten Städte Deutschlands.

### Einwohnerentwicklung
| Jahr                | Einwohner | Quelle |
| ------------------- | --------- | ------ |
| 1961 (6. Juni)      | 648       | [ 2 ]  |
| 1970 (27. Mai)      | 709       | [ 2 ]  |
| 1974 (30. Juni)     | 707       | [ 3 ]  |
| 2003 (31. Dezember) | 847       |        |
| 2004 (31. Dezember) | 855       |        |
| 2007 (30. Nov.)     | 857       |        |
| 2008 (31. Juli)     | 821       |        |
| 2010 (31. Jan.)     | 821       |        |
| 2011 (30. November) | 805       |        |
| 2012 (30. Juni)     | 800       |        |
| 2013 (31. Mai)      | 796       |        |
| 2014 (31. März)     | 824       |        |
| 2015 (31. März)     | 845       |        |
| 2016 (31. Dezember) | 829       | [ 4 ]  |
| 2018 (30. Juni)     | 812       | [ 4 ]  |
| 2021 (31. August)   | 752       | [ 5 ]  |
| 2023 (30. Juni)     | 727       | [ 1 ]  |

## Politik
Aktueller Ortsvorsteher für Dotzlar ist Dirk Jung. 
Aktueller Stadtverordneter ist Joshua Briel.

## Kultur und Sehenswürdigkeiten

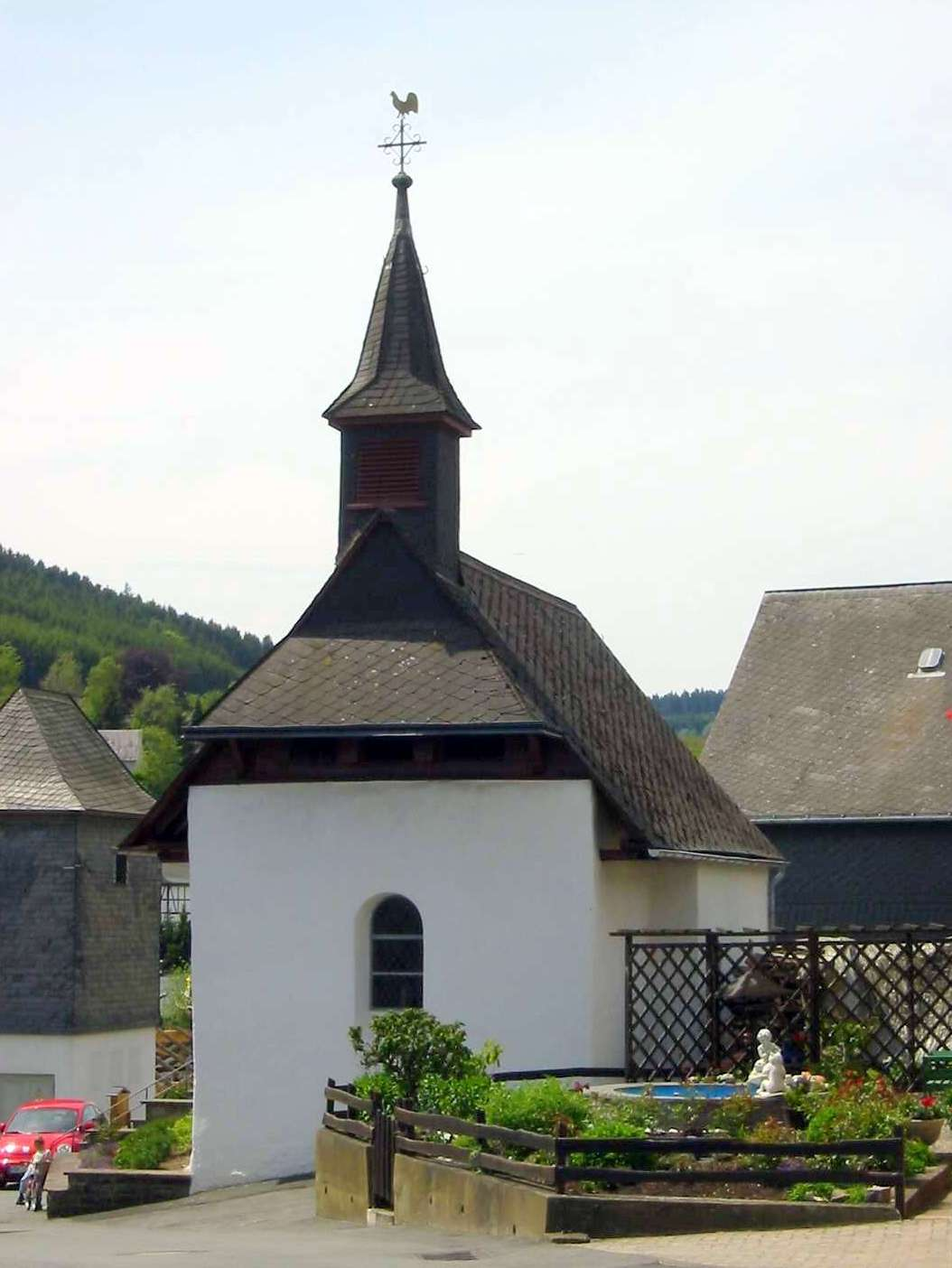
Evangelische Kapelle in Dotzlar

Sehenswert ist die Evangelische Kapelle.

## Religion
Dotzlar gehört der Kirchengemeinde Raumland an.

## Veranstaltungen
In Dotzlar findet jährlich ein Osterfeuer sowie der „Bärentanz“ und „Bäreleerer“ statt.

## Wirtschaft und Infrastruktur

### Verkehr
Die Ortschaft wird von Osten nach Westen von der Landesstraße L 553 durchquert, die Dotzlar mit Hatzfeld im Osten und Raumland im Westen verbindet. Von Norden nach Süden durchquert die L 718 den Ort; sie führt aus Bad Berleburg nach Bad Laasphe.

### Industrie und Gewerbe
In Dotzlar sind einige Handels- und Handwerksbetriebe ansässig. Hierzu gehören ein Dachdeckerbetrieb, ein Heizungsbauunternehmen, ein Brennholzhandel und Lebensmittelladen.